# Guanto da ciclismo

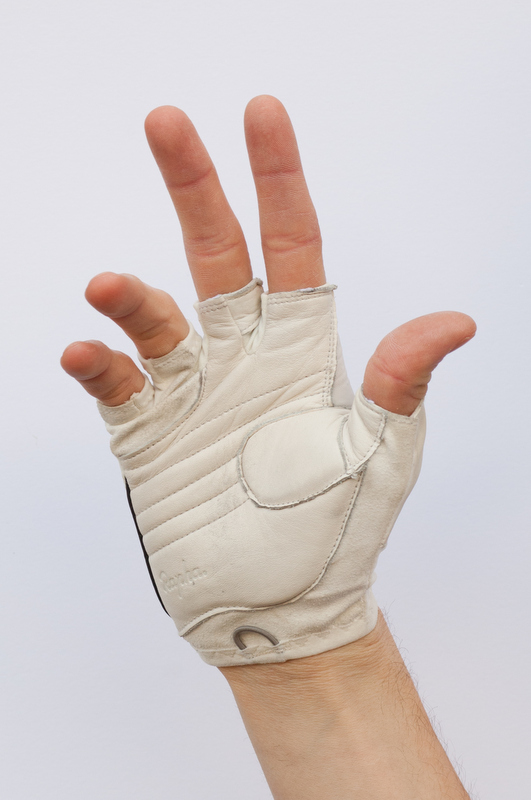
Guanto da ciclismo

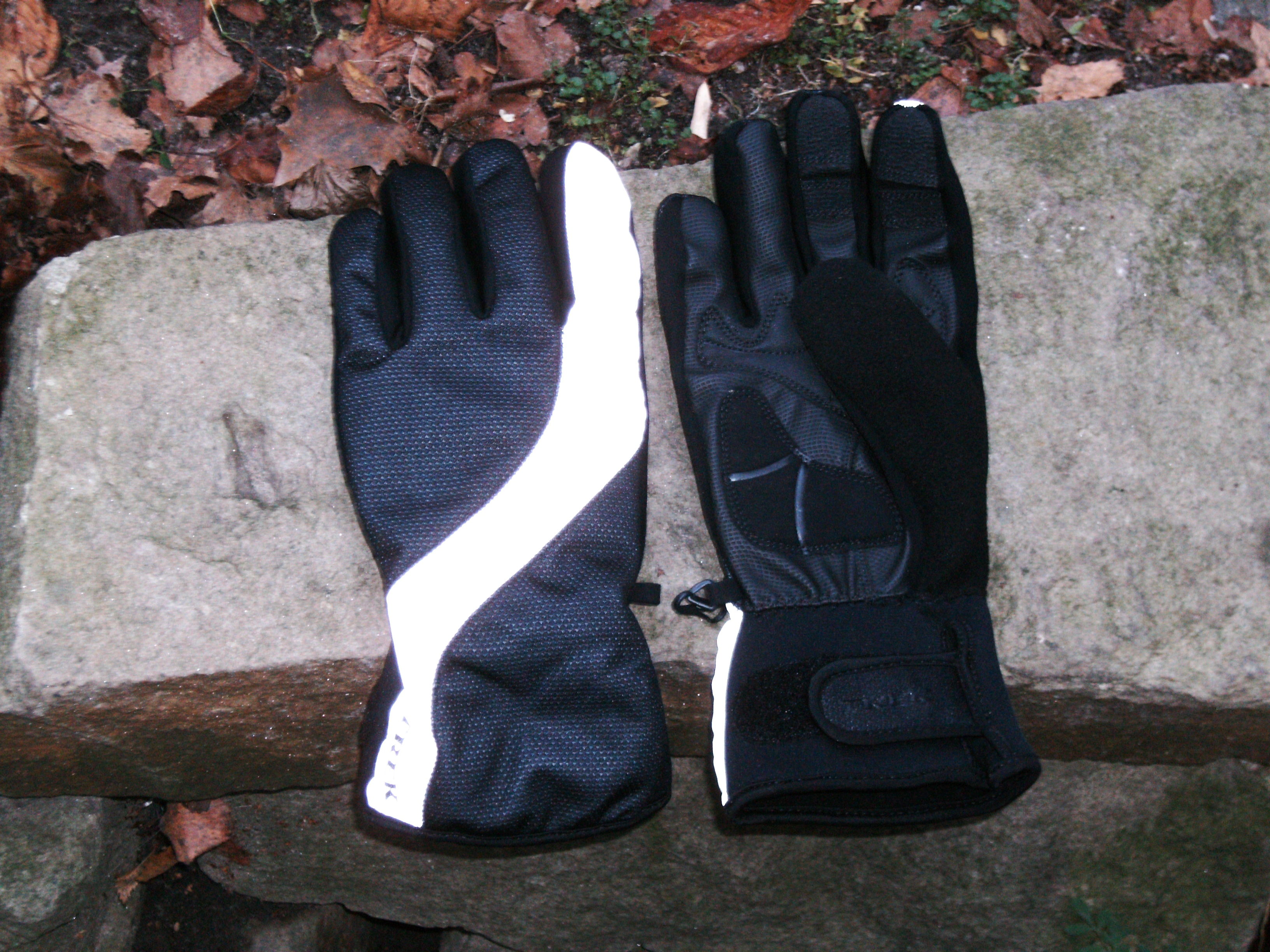
Guanti da ciclismo per l'inverno

I guanti da ciclismo sono dei guanti progettati per i ciclisti.
Essi svolgono diverse funzioni, tra cui aumentare il grip sul manubrio, proteggere la mano dal freddo e soprattutto offrire una protezione in caso di incidenti.

## Funzionalità
I guanti da ciclismo servono al ciclista per tenere le mani calde durante le stagioni fredde, poiché le mani, sul manubrio, sono molto esposte alle intemperie. Questi indumenti danno anche una sensazione di comfort al ciclista, le cui mani devono spesso restare per tempi prolungati immobili sul manubrio. Inoltre, essi svolgono anche il compito di attutire l'urto degli scontri. I guanti troppi imbottiti, tuttavia, potrebbero causare qualcosa simile alla sindrome del tunnel carpale.
I guanti da ciclismo sono utili ai ciclisti anche per asciugare il naso e il viso dal sudore: durante le gare, in assenza di tempo per prendere fazzoletti, i ciclisti si puliscono spesso direttamente con il dorso del guanto.

## Tipi di guanti
I guanti da ciclismo possono essere con o senza dita. Quelli con le dita tendono ad essere più ingombranti, e sono generalmente divisi in due strati: uno esterno e uno interno. Essi possono essere separati per facilitare il lavaggio. In temperature estremamente basse vengono utilizzati i guanti a manopola, che tuttavia non facilitano l'uso del freno.

## Cura dei guanti
In caso di mani sudate, si consiglia di utilizzare guanti asciutti e di lavarli in acqua fredda.